# Nathalie Sorce
Nathalie Sorce (Jemeppe-sur-Sambre, 1979) is een Belgische zangeres, onder meer bekend vanwege haar deelname aan het Eurovisiesongfestival 2000.

## Levensloop
Nathalie Sorce werd onder meer bij het grote publiek in Europa bekend door haar deelname aan het Eurovisiesongfestival 2000, waarbij ze met het liedje Envie de vivre op de laatste (24e) plaats eindigde, met slechts 2 punten. Naderhand won ze de Barbara Dex Award voor slechtst geklede deelnemer.
Sorce begon al te zingen van toen ze klein was. Ze trad eens op in het programma Hitkracht op TV1. Sorce schreef zich in 1998 in voor de Soundmixshow. Ze won met het liedje "Amazing Grace". Ze heeft een muzikale familie van Italiaanse afkomst. Op 1 mei 2000 zong Nathalie op de Heizel in Brussel.